# Lista de veículos blindados de combate do período entreguerras
Este anexo contém uma lista de veículos blindados de combate do Período entre-guerras divididos por tipo e país.
Está é uma lista de veículos blindados de combate que foram produzidos durante o Período entre-guerras, do final da Primeira Guerra Mundial (1918) e o início da Segunda Guerra Mundial (1939) divididos por país.

## Alemanha

### Tanques
- Neubaufahrzeug
- Panzer I
- Panzer II

## China
A China comprou centenas de veículos blindados de combate durante os anos de 1930. Os modelos exatos e os números são difíceis de obter, por favor visite esta página para mais informações artigo em inglês.
Alguns veículos blindados de combate da China nos anos de 1930:
- Carden Loyd M1931 Tanque Anfíbio - 29 adquiridos em 1935.
- Carden Loyd M1936 - Tanque Leve para dois homens - 4 adquiridos em 1936.
- Renault FT-17 - Aprox. 100+ adquiridos da Polônia e da França nos anos de 1920 e 1930.
- CV-33 - tanquetes adquiridos da Itália em 1936 com mais ou menos 20 ou 100 unidades.
- Panzer I - 10 adquiridos da Alemanha nos anos 30.
- Carden Loyd tankette Mk IV - 24 adquiridos em 1929.
- Universal Carrier
- T-26 - cópia licenciada do Vickers 6-Ton - ~88 adquiridos da União Soviética em 1938.
- BA-6 - Carro blindado adquirido da União Soviética, com uma torre de tiro com uma arma de 45 mm.

## Estados Unidos da América

### Tanques
- Mark VIII Liberty (100)
- 6-Ton Tanque M1917 (versão estadunidense do Renault FT-17, 952)

### Carros Blindados Leves
- Davidson-Duryea gun carriage
- Davidson Auto-Bateria carro blindado
- Davidson-Cadillac carro blindado
- King carro blindado

### Carros Blindados Pesados
- Jeffery carro blindado

## França

### Tanques
- Hotchkiss H-35
- Hotchkiss H-39
- Renault R35
- Renault FT-31

## Itália

### Tanques
- Fiat 3000 (similar ao Renault FT-17)

## Japão

### Tanques
- Type 94 Te-Ke (843)
- Type 89 Chi-Ro (404)

## Reino Unido
- Lanchester 6x4

### Tanques
- Cruiser Mk I
- Cruiser Mk II
- Cruiser Mk III
- Tanque Leve Mk I
- Tanque Leve Mk II
- Tanque Leve Mk III
- Tanque Leve Mk IV
- Tanque Leve Mk V
- Médio Mk 2
- Médio Mk 3
- Vickers 6-Ton
- Vickers A1E1 "Independent"
- Vickers Mark II Médio

### Armas Auto-propelidas
- Birch Gun

## União Soviética
No final da Guerra Civil Russa, a RSFSR possuía em seu poder os tanques importados Mark V (chamados de Rikardo, depois o motor Ricardo), Whippet (Tyeilor, depois o motor Taylor), e o Renault FT-17 (Reno), e mais alguns trens blindados.
Na época da Operação Barbarossa (Invasão alemã) em 22 de junho de 1941, os soviéticos tinham também em campo 222 T-40 Tanque Anfíbio Leve, 967 T-34 Tanques Médios e 508 KV-1 e KV-2 Tanques Pesados.

### Carros Blindados Leves
- D-8 carro blindado
- D-12 carro blindado
- FAI carro blindado
- BA-20

### Carros Blindados Pesados
- BA-27
- BA-3
- BA-6
- BA-9
- BA-10
- BA-11

### Tanquetes
- T-17 "Liliput" (experimental)
- T-23 (experimental)
- T-27

### Tanques

#### Pequenos Tanques Anfíbios
- T-37A
- T-38

#### Tanques Leves
- Russkiy Reno (ou M, cópia do Renault FT-17)
- T-18 (ou MS-1)
- T-26 (cópia licenciado do Vickers 6-Ton)
- BT-2
- BT-5
- BT-7
- BT-8

#### Tanques Lança-chamas e de Engenharia
- ST-26 Tanque engenheiro
- OT-26 Tanque Lança-chamas
- OT-130 Tanque Lança-chamas

#### Tanques Médios
- T-24
- T-28
- T-29 (experimental)
- A-20 (experimental)

#### Tanques Pesados
- T-35

### Armas Auto-propelidas
Construídos em pequenas quantidades.
- SU-12 76,2 mm caminhão arma
- T-26A Tanque de suporte de artilharia
- BT-7A Tanque de suporte de artilharia
- 4M Canhão quadrúplo antiaéreo Maxim de 7,62 mm montado em caminhão
- YaG-10 76,2 mm caminhão antiaéreo
- ZiS-42 25 mm caminhão antiaéreo